# Cornelis Evertsen le Jeune
 (mars 2008).
Si vous disposez d'ouvrages ou d'articles de référence ou si vous connaissez des sites web de qualité traitant du thème abordé ici, merci de compléter l'article en donnant les références utiles à sa vérifiabilité et en les liant à la section « Notes et références ».
Pour les articles homonymes, voir Cornelis Evertsen.
Cornelis Evertsen le Jeune (16 avril 1628 à Flessingue aux Pays-Bas - 20 septembre 1679 à Flessingue) est un amiral néerlandais du XVIIe siècle.

## Biographie
Cornelis était le fils du luitenant-admiraal Johan Evertsen et le neveu de Cornelis Evertsen l'Ancien. Cornelis devint maître sur le bateau de son père, le Hollandia, en 1648. En 1651, il fut pour un temps lieutenant tout en occupant les fonctions de capitaine sur le même bateau. Il fut promu capitaine du Vlissingen en 1652, pendant la première guerre anglo-néerlandaise. En 1653, il fut blessé alors qu'il était l'officier de bord de son père lors de la bataille de Schéveningue. En 1661, il amarra à bord du Delft en tant que capitaine.
En juillet 1665, après la bataille de Lowestoft, pendant la Deuxième guerre anglo-néerlandaise, il fut promu contre-amiral de l'Amirauté de Zélande. Il combattit à bord du Zierikzee durant la bataille des Quatre Jours. Il devint vice-amiral de Zélande le 5 septembre 1666, l'année où son père et son oncle furent tués. Il ne participa pas au raid sur la Medway en 1667 parce que la flotte zélandaise ne fut pas prête en temps et en heure.
Il servit les Provinces-Unies pendant toutes les batailles de la troisième guerre anglo-néerlandaise à bord de son navire amiral, le Zierikzee.
Durant la guerre de Hollande, il participa à l'attaque ratée contre la Martinique en 1674 sous les ordres de Michiel de Ruyter. En 1676, il combattit pour le compte du Danemark avec l'amiral-général Cornelis Tromp, puis avec le commandant suprême des forces danoises, contre la Suède. En 1678, il œuvra contre la flotte française en Méditerranée et dans le golfe de Gascogne.
Cornelis était un homme éduqué qui se maria deux fois, chaque fois avec une femme issue d'une famille aisée.
Il mourut de maladie à Flessingue.